# Victorica (La Pampa)
Victorica is een plaats in het Argentijnse bestuurlijke gebied Loventué in de provincie La Pampa. De plaats telt 5.656 inwoners.